# Revue française d'héraldique et de sigillographie
 (avril 2024).
La Revue française d'héraldique et de sigillographie est une revue académique et scientifique fondée en 1938. Éditée par la Société française d'héraldique et de sigillographie, elle est consacrée à l’histoire des sceaux, de l’héraldique et, plus largement, de l’emblématique, du Moyen Âge à nos jours.

## Histoire
Depuis sa fondation, la revue a publié plus de 6000 pages imprimées. Celles-ci sont complétées, à partir de 2017, par des travaux en format numérique qui figurent sur le site internet de la Société française d’héraldique et de sigillographie, en compagnie du sommaire et des index de chaque tome depuis 1938. La revue possède un comité de lecture formé d’une dizaine d’enseignants-chercheurs universitaires, de docteurs en histoire, d’archivistes et bibliothécaires.

### La publication imprimée
Sa parution est interrompue de 1940 à 1946, en raison de la Seconde Guerre mondiale.
Sa périodicité et son format ont varié selon les époques.
- La première série, au format in-quarto, comprend deux tomes, 1938 et 1939, chacun de quatre fascicules ;
- La deuxième série, après la guerre, au format in-octavo, de 1947 à 1991, comporte d’abord plusieurs numéros par an (de 1947 à 1958), puis plusieurs millésimes par volume (de 1983 à 1991) ;
- Depuis 1992-1993 (tomes 62-63), une troisième série a adopté le format 20 × 28 cm ; sa périodicité est théoriquement annuelle, mais certains volumes regroupent plusieurs millésimes.

Chaque livraison comporte ordinairement un recueil d’articles sur des questions spécialisées, mais la revue a également publié certains volumes thématiques :
- T. 67-68, 1997-1998 (L’Armorial général de 1696) ;
- T. 73-75, 2003-2005 (1204. La quatrième croisade, sous la direction d’Inès Villela-Petit) ;
- T. 86, 2016 (Les matrices de sceaux, édité par Jean-Luc Chassel et Dominique Delgrange) ;
- T. 90-91, 2020-2021 (Sceaux français de l’ordre de Prémontré. Étude et catalogue, par Arnaud Baudin et Clément Blanc-Riehl).

### Publications numériques
Depuis 2017, la revue publie parallèlement et sous forme numérique des Études en ligne sur le site internet de la Société française d’héraldique et de sigillographie. Celles-ci sont des recherches inédites qui n’ont pu prendre place dans la revue imprimée.
Une Veille documentaire, essentiellement consacrée aux découvertes de matrices de sceaux et d'empreintes isolées, s’ajoute périodiquement aux Études en ligne.
Des outils de travail, des bibliographies de l’héraldique ou de la sigillographie, certains mémoires universitaires inédits et également quelques travaux imprimés aujourd’hui épuisés sont enfin accessibles sur le même site.

## Auteurs notables
- Martin Aurell
- Robert-Henri Bautier
- Adrien Blanchet
- Emmanuel de Boos
- Claire Boudreau
- Michel Bur
- Jean-Luc Chassel
- Jean-Claude Cheynet
- Laurent Hablot
- Yves Metman
- Jacques Meurgey de Tupigny
- Cécile Morrisson
- Michel Nassiet
- Michel Pastoureau
- Philippe Palasi
- Jacques Paviot
- Hervé Pinoteau
- Michel Popoff

#### Autorités
- Notices d'autorité :   - BnF (données)
- Ressource relative à la recherche :   - Mir@bel

#### Liens académiques
- Revue française d'héraldique et de sigillographie sur le réseau Mir@bel ;
- http://sfhs-rfhs.fr/ : site officiel de la Revue française d'héraldique et de sigillographie.